# Kalugai terület
A Kalugai terület (oroszul: Калужская область, Kaluzsszkaja oblaszty) az Oroszországi Föderációt alkotó jogalanyok (szubjektumok) egyike, a Központi szövetségi körzethez tartozik. Az európai országrész középső vidékén, Moszkvától 180 km-re fekszik. Közigazgatási központja Kaluga. Lakossága 1 021 500 fő (2005), népsűrűsége 34,2 fő/km².

## Természetföldrajz
Északkeleten a Moszkvai, keleten a Tulai, délkeleten az Orjoli, délnyugaton a Brjanszki, északnyugaton a Szmolenszki területtel szomszédos. Legnagyobb kiterjedése észak-déli irányban és nyugat-keleti irányban egyaránt kb. 220 km. Területe 29 900 km².

### Domborzat, vízrajz
A terület az Oka és a Gyeszna felső szakaszainak medencéjében helyezkedik el. Folyóvölgyekkel és vízmosásokkal szabdalt, dombos vidék. Nyugaton, északnyugaton a Szmolenszk-moszkvai-hátság, keleten a Közép-orosz-hátság egy részét foglalja magában, középső területe eróziós síkság. A tengerszint feletti legmagasabb pontja 279 m (Szpaszk-Gyemenszk mellett, a Zajceva gora).
A régió legnagyobb része a Volga vízgyűjtőjéhez tartozik. Legfontosabb folyója az Oka, melynek bal oldali mellékfolyói a Zsizdra, az Ugra és a Protva. A nyugati rész már a Dnyeper vízgyűjtőjén terül el, itt folyik a Sznopoty és a Gyeszna mellékfolyója, a Bolva. A folyók közös jellemzője, hogy esésük kicsi, medrük kanyargós; a tavaszi áradásokat követően, nyáron vízállásuk többnyire alacsony. Kisebb tavak főleg az Oka és a Zsizdra árterében alakultak ki. A területen összesen 17 víztározó létesült, közülük legnagyobb a Ljudovói- és a Brinszki-víztározó.

### Ásványkincsek
A barnaszén itteni lelőhelyei a nagyobb kiterjedésű moszkvai szénmedence részét képezik. A szén viszonylag könnyen kitermelhető, fűtőértéke azonban nem túl magas. Egyéb ásványkincsek közül nagyobb mennyiségben mészkő (például Borscsovszk és Uljanovó környékén), foszforit, kréta, agyag fordul elő.

### Éghajlat
Éghajlata mérsékelten kontinentális. Mérsékelten meleg és csapadékos a nyár, mérsékelten hideg a tél. A januári középhőmérséklet –9-10 °C, a júliusi 18 °C. A csapadék mennyisége éves átlagban 600 mm, délen és keleten kevesebb. A legtöbb csapadék április és október között esik. Az éves középhőmérséklet északon 3,5-4,0 °C, nyugaton és délen 4,0-4,6 °C, a tenyészidő 177-184 nap. Többnyire az északi, északnyugati széljárás uralkodó.

### Növény- és állatvilág
A tajga-övezet déli határát általában a vegyes erdő jellemzi, de az eredeti növénytakaró itt csak foltokban maradt meg. Az erdővel borított vidékek elterjedt fafajtái az erdei- és a lucfenyő, a nyír és nyárfa, ritkábban a tölgy. Délen a vegyes erdőt fokozatosan erdős sztyepp váltja fel. A közepesen podzolos talajok a terület nagy részére jellemezők, termékenyebb világosszürke erdőtalajok inkább a központi és főleg a keleti részeken, lápos talajok a folyóvölgyekben fordulnak.
A területen 68 féle emlősállatot és 267 madárfajt számoltak össze, ragadozómadarak főleg a védett területeken élnek. Az erdőkben élő emlősök közül jávorszarvas, hiúz, farkas, vaddisznó, őz, hód, pézsmapocok, pézsmapatkány is gyakran fordul elő. A folyóvizek legelterjedtebb halfaja a dévérkeszeg; jóval kevesebb a harcsa és a fogas-süllő. A mesterséges tavakban főleg ponty és fehér amur tenyésztése folyik.

### Természetvédelem
1992-ben a délen fekvő Uljanovói járásban természetvédelmi területet létesítettek (Kaluzsszkije zaszeki, 18 533 ha), melynek elsődleges célja az itteni erdők, többek között a változatos fajtákból álló tölgyesek védelme. A védett terület a Zsizdra mellékfolyói: a Vityebety és a Rosszeta közét foglalja magában, felszínének 96%-át borítja erdő. A tölgy mellett gyakran fordul elő hárs, kőris, juhar, vadalma, szil is.
Az állatvilágot 40 féle emlős és 134 madárfaj, – utóbbiak között például darázsölyv, törpesas, fekete gólya – képviseli. A védetté nyilvánított terület egy részét korábban, a  csernobili katasztrófa idején sugárszennyezés érte.

## Történelem
A vidéket eredetileg a szláv vjaticsok lakták, később a Csernyigovi fejedelemség része lett. Legrégibb városa Kozelszk, melynek első említése 1146-ból való, a mongolok 1238-ban teljesen elpusztították. Kaluga városát 1371-ben említik először írásos források, erődítménye a Moszkvai fejedelemség által kiépített, az Oka és az Ugra mentén húzódó védelmi vonal része volt a 14-16. században. Az 1408-as litván-orosz szerződés ugyanis az Ugra-folyó mentén jelölte ki a két állam határát. 1480-ban III. Iván moszkvai fejedelem és Ahmet tatár kán csapatai az Ugra-folyónál készültek megütközni, de a tatárok harc nélkül elvonultak, és ez véget vetett a tatár elnyomásnak.
A 17. század elején, az ún. zűrzavaros idők során a vidék sokat szenvedett. A század közepén erősödött fel az a folyamat, melynek következtében Kaluga környéke az ortodox egyház egyik központja lett, leghíresebb kolostora az Optyina Pusztiny.
1708-ban a vidék a Moszkvai kormányzóság része, majd 1776-ban önálló kormányzóság lett. Területén, Malojaroszlavec városa mellett állították meg az orosz csapatok 1812-ben a Moszkvából kivonuló francia hadsereget, ezzel kényszerítve Napóleont a szmolenszki úton való visszavonulásra.
A 18. század elején megjelentek az első manufaktúrák: 1715-ben vashámor, 1720-ban szövöde. A kialakuló textilipar helyi alapanyagokat dolgozott fel (len, kender), az energiát a helyi erdők kivágásával biztosították. A 19. század második felében azonban a térség gazdasági fejlődését visszavetette a nagy ipari központok – Moszkva, Tula, Brjanszk – közelsége, és a vasút is később ért ide, mint a központi körzet más városaiba.
A második világháború idején a térséget elfoglalták a német csapatok. Kaluga városa már 1941 végén felszabadult, de más helységekben a megszállás jóval tovább tartott.
A Kalugai területet mint közigazgatási egységet a mai határok között 1944-ben hozták létre. 10 évvel később itt állították üzembe a világ első atomerőművét.

## Népesség
Lakossága 1 021 500 fő (2005), ebből a városban lakók aránya 75,4%, a népsűrűség 34,2 fő/km².
Nemzetiségi összetétel az 1996-os adatok szerint (ezer fő): oroszok (973,6); ukránok (23,2); örmények (7,1); beloruszok (6,6); tatárok (4,3); cigányok 3,2); azeriek (3,2); németek (1,5); moldávok (1,4); mordvinok (1,4); csuvasok (1,1); grúzok (1,1). (A többi nemzetiség 1 000 fő alatt.)

### A legnépesebb települések
A lélekszám 2005. január 1-jén (ezer fő):
- Kaluga 329,5
- Obnyinszk 105,3
- Ljugyinovo 41,4
- Kirov 38,9
- Malojaroszlavec 31,3
- Balabanovo 23,1
- Kozelszk	19,5
- Kondrovo	16,9
- Szuhinyicsi16,2
- Tovarkovo 14,5
- Szoszenszkij 12,4
- Zsukov 12,3
- Kremenki	12,1
- Borovszk	11,7
- Vorotinszk 11,1 (2002)
- Tarusza 9,7

## Politika, közigazgatás
A Kalugai terület élén a kormányzó áll.
- Anatolij Dmitrijevics Artamonov:  2000-től 2020. február 13-ig.

Legutóbb 2015-ben választották kormányzóvá; fél évvel hivatali idejének lejárta előtt nyugdíjazását kérte.
- Vlagyiszlav Valerjevics Sapsa: 2020. február 13. – Putyin elnök rendeletével a kormányzói feladatokat ideiglenesen ellátó megbízott. Megbízatása a szeptemberben esedékes kormányzói választásig szól.[1]

### Parlamenti pártok
A 2004. november 14-én tartott területi parlamenti választások eredményeként a területi dumában az alábbi pártok jutottak képviselői helyekhez:
- Egységes Oroszország Párt: 22 hely
- Kommunista Párt: 3 hely
- Haza Szövetség: 3 hely
- Liberális Demokrata Párt: 2 hely
- Jabloko Párt: 2 hely
- Jobb oldali Szövetség: 4 hely

A 40 tagú parlament további helyeinek sorsa pótválasztások során fog eldőlni.
2006 óta a Kalugai területen 319 helyi önkormányzat működik. Közülük 2 városi körzet (gorodszkoj okrug) és 24 járás (rajon), továbbá 31 városi község (gorodszkoje poszelenyije) és 262 falusi község (szelszkoje poszelenyije). A városi körzetek és a járások a következők:

### Városi körzetek

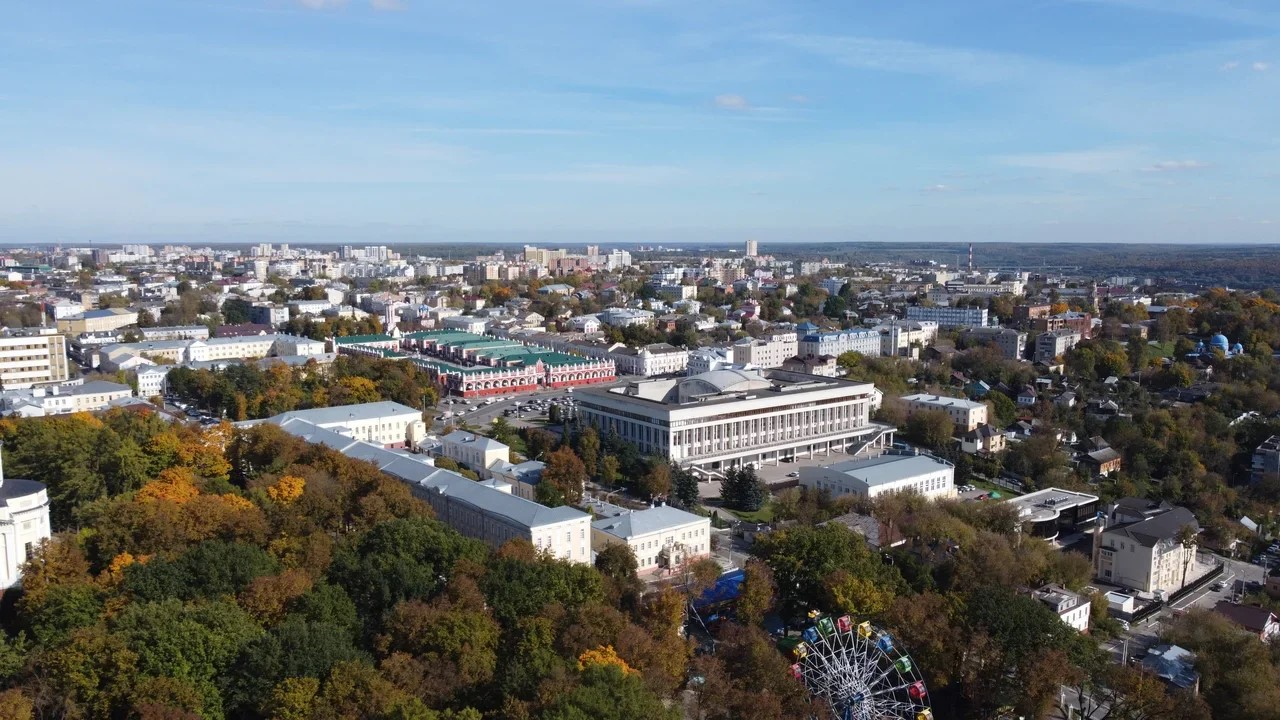
Kaluga

- Kaluga város
- Obnyinszk város

### Járások

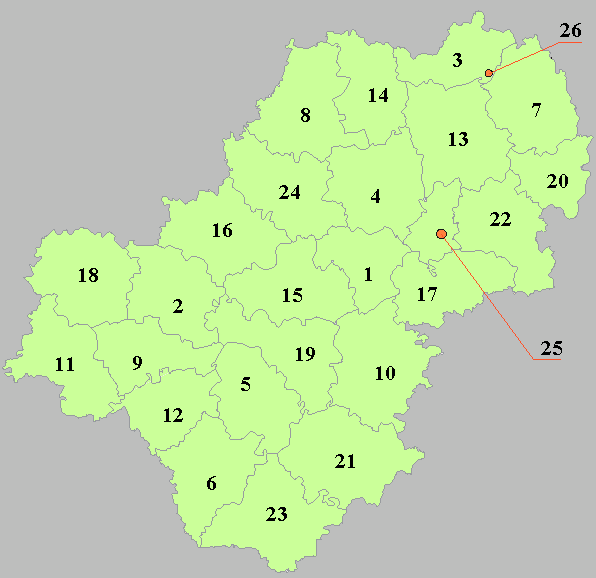
A Kalugai terület járásai

A közigazgatási járások neve, székhelye és 2010. évi népességszáma az alábbi:
| Magyar név              | Orosz név              | Székhely         | Lélekszám (fő) |
| ----------------------- | ---------------------- | ---------------- | -------------- |
| Babinyinói járás        | Бабынинский район      | Babinyino        | 21 041         |
| Barjatyinói járás       | Барятинский район      | Barjatyino       | 6 340          |
| Borovszki járás         | Боровский район        | Borovszk         | 61 401         |
| Duminyicsi járás        | Думиничский район      | Duminyicsi       | 15 261         |
| Dzerzsinszkij járás     | Дзержинский район      | Kondrovo         | 60 377         |
| Ferzikovói járás        | Ферзиковский район     | Ferzikovo        | 15 789         |
| Hvasztovicsi járás      | Хвастовичский район    | Hvasztovicsi     | 10 852         |
| Iznoszki járás          | Износковский район     | Iznoszki         | 7 011          |
| Juhnovi járás           | Юхновский район        | Juhnov           | 12 696         |
| Kirovi járás            | Кировский район        | Kirov            | 42 105         |
| Kozelszki járás         | Козельский район       | Kozelszk         | 41 802         |
| Kujbisev járás          | Куйбышевский район     | Betlica          | 7 831          |
| Ljugyinovói járás       | Людиновский район      | Ljugyinovo       | 45 041         |
| Malojaroszlaveci járás  | Малоярославецкий район | Malojaroszlavec  | 54 269         |
| Medinyi járás           | Медынский район        | Mediny           | 13 347         |
| Mescsovszki járás       | Мещовский район        | Mescsovszk       | 12 161         |
| Moszalszki járás        | Мосальский район       | Moszalszk        | 9 094          |
| Peremisli járás         | Перемышльский район    | Peremisl         | 14 137         |
| Szpasz-gyemenszki járás | Спас-Деменский район   | Szpasz-Gyemenszk | 8 238          |
| Szuhinyicsi járás       | Сухиничский район      | Szuhinyicsi      | 25 427         |
| Taruszai járás          | Тарусский район        | Tarusza          | 15 255         |
| Uljanovói járás         | Ульяновский район      | Uljanovo         | 7 636          |
| Zsizdrai járás          | Жиздринский район      | Zsizdra          | 10 593         |
| Zsukovi járás           | Жуковский район        | Zsukov           | 48 999         |

## Gazdaság

### Mezőgazdaság
A mezőgazdaság és a termékeit feldolgozó élelmiszeripar súlya a gazdaságban igen jelentős. A teljes vetésterület nagysága 760 000 ha, ennek kb. 40%-án gabonát, 53%-án takarmánynövényeket termesztenek, a maradék 7%-on burgonyát és ipari növényeket. A gabonafélék (búza, árpa mellett azonban már egyre nagyobb terület jut az ipari növényeknek: jelentősen növelték a repce vetésterületeit, és az utóbbi időben újra növekszik a rostlen termesztése is, melynek feldolgozását helyi vállalatok végzik. A csernobili katasztrófa következtében a talaj nagy területeken szennyeződött.

### Ipar
A gépipar legnagyobb vállalatai a területi központban, Kalugában koncentrálódnak, ahol többek között turbinákat, dízelmozdonyokat, különféle szivattyúkat gyártanak. Elektromechanikai gyárában televízió készülékek, távközlési berendezések készülnek; bútor- és gyufagyártása, a könnyűiparban cipő- és ételaroma-gyára is jelentős. Ljugyinovóban dízelmozdonygyár (a kalugai gyár leányvállalata), Kirov városban vasöntöde, Kondrovóban papírgyár, Jermolinóban nagy hagyományú pamutipari kombinát üzemel.
A területnek számottevő energiatermelése nincs, nemcsak földgázból, hanem villamosáramból szinte teljes mértékben behozatalra szorul.
1954-ben Obnyinszk városában helyezték üzembe a világ első atomerőművét. A létesítmény 48 éven át üzemelt, működtetését 2002-ben végleg leállították, hivatalos indoklás szerint "kizárólag gazdasági okok miatt". A városban több jelentős tudományos központ – köztük egy agroökológiával, a csernobili sugárszennyezés mezőgazdasági hatásainak tanulmányozásával foglalkozó intézet – működik. Az 1990-es évek végén hivatalosan az ún. tudományvárosok (naukograd) közé sorolták.
2006 májusában szerződést írtak alá, mely szerint a német Volkswagen-cég autógyárat létesít a Kalugai területen.

### Közlekedés
Moszkva és a nagy ipari központok közelsége miatt a személy- és teherszállításokat az élénk tranzitforgalom jellemzi. A területen halad keresztül több vasúti fővonal és országos jelentőségű autóút (Ukrajna 3-as), többek között Moszkvából Kijev, illetve Varsó felé. Vasútvonalainak teljes hossza 1200 km, autóközlekedésre alkalmas útjainak hossza összesen kb. 7000 km, 94%-a szilárd burkolatú. A szilárd burkolatú úthálózat sűrűsége 190 km/1000 km².
Kaluga forgalmas folyami kikötő. Az Okán rendszeres hajójáratok közlekednek, elsősorban a folyó alsó szakasza felé.